# Höhenberg (Breitenbrunn)
Höhenberg ist ein Gemeindeteil des Marktes Breitenbrunn im Landkreis Neumarkt in der Oberpfalz in Bayern.

## Geographie
Die Einöde liegt südwestlich des Gemeindesitzes im Oberpfälzer Jura auf 472 m ü. NHN auf der Jurahochfläche ca. 450 m östlich des Tales der Breitenbrunner Laber.

## Verkehr
Der Ort liegt an einer Gemeindeverbindungsstraße, die von der Staatsstraße 2394 in nordwestlicher Richtung abzweigt und weiter über Wolfertshofen und Siegertshofen zum Gemeindesitz führt.

## Geschichte
Die Namensdeutung „Siedlung zum hohen Berg“ macht aus der Sichtweise Sinn, dass man zum einen vom Tal der Breitenbrunner Laber von ca. 390 m ü. NHN zu Höhenberg als der erstnäheren Siedlung auf der Hochfläche kommt und zum andern die Begrenzung zum Tal hin bis auf 489 m ü. NHN ansteigt.
Im Königreich Bayern (ab 1806) wurde die Ruralgemeinde Erggertshofen im oberpfälzischen Land-/Amtsgericht Hemau gebildet, zu der die Dörfer Erggertshofen und Siegertshofen, die Weiler Leiterzhofen, Wolfertshofen, Ödenhaid sowie die Einöde Höhenberg gehörten.
Im Gemeindeteil Höhenberg lebten
- 1836 25 Einwohner (4 Häuser),[2]
- 1861 15 Einwohner (11 Gebäude),[3]
- 1871 14 Einwohner (9 Gebäude) bei einem Großviehbestand von 7 Pferden und 14 Stück Rindvieh,[4]
- 1900 12 Einwohner in 3 Wohngebäuden,[5]
- 1925 17 Einwohner in 2 Wohngebäuden,[6]
- 1950 13 Einwohner in 2 Wohngebäuden.[7]

Mit der Gebietsreform in Bayern wurde die im Landkreis Parsberg des Bezirksamtes Beilngries gelegene Gemeinde Erggertshofen aufgelöst und die Gemeindeteile zum 1. Januar 1972 in den Markt Breitenbrunn und damit in den Landkreis Neumarkt eingegliedert. 1987 hatte der Ortsteil Höhenberg bei 2 Wohngebäuden nur noch 5 Einwohner.

## Kirchliche Verhältnisse
Höhenberg gehörte seit altersher zur katholischen Pfarrei Breitenbrunn im Bistum Eichstätt. Hier wohnten 1937 16 Katholiken (und keine Nicht-Katholiken). Im Norden Höhenbergs, an der Straße nach Siegertshofen, steht eine Kapelle „Mariä Krönung“.

## Denkmäler

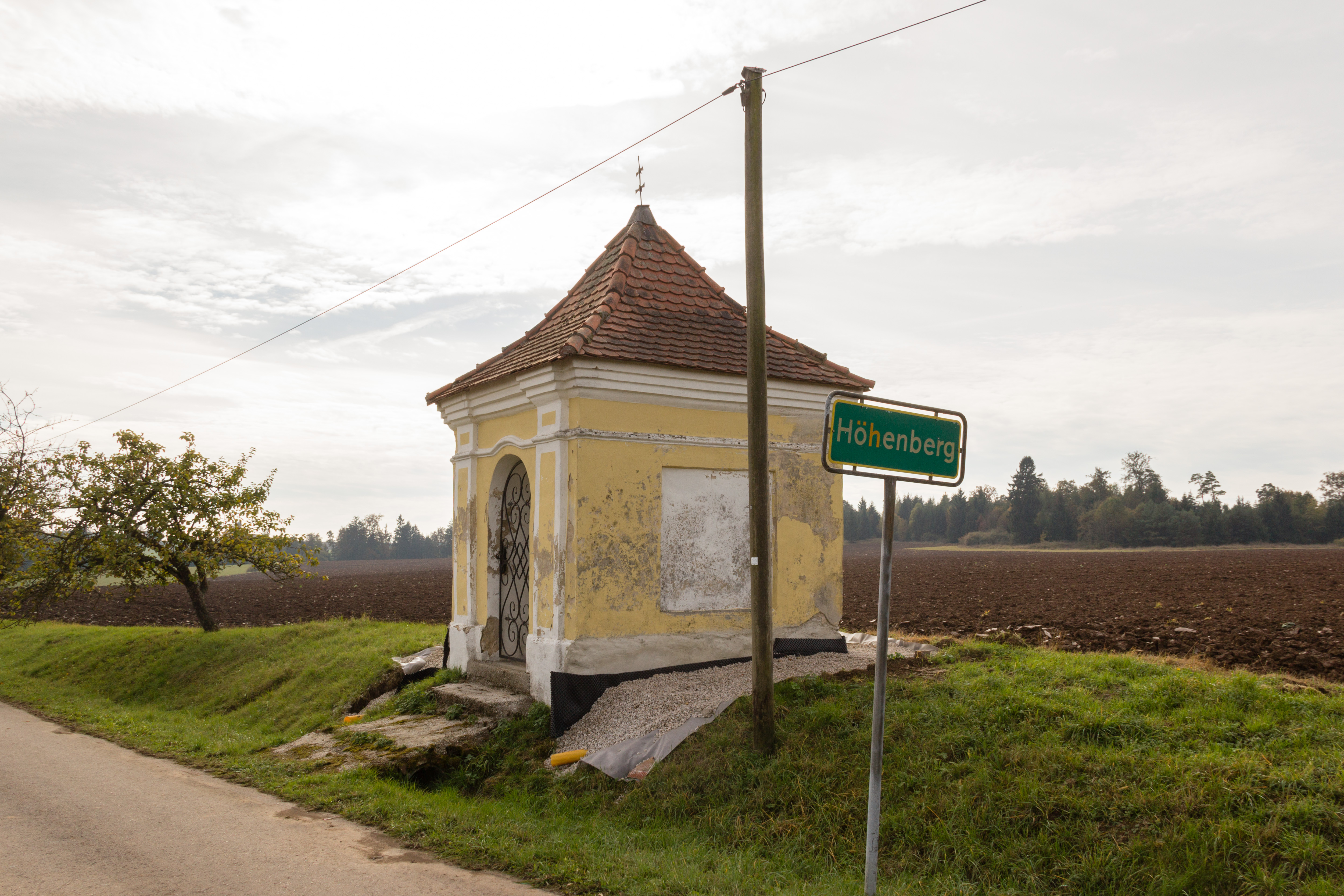
Kapelle „Maria Krönung“

Die Kapelle „Maria Krönung“ und ein Bauernhaus (Wohnstallhaus; Haus-Nr. 2), beide aus dem 18. Jahrhundert stammend, sind in die Denkmalliste eingetragen.